# Virus dell'encefalite giapponese
Il virus dell'encefalite giapponese (JEV), precedentemente noto come virus dell'encefalite B giapponese è un arbovirus della famiglia dei Flavivirus, genere flavivirus, appartiene al IV gruppo dei virus a ((+) ssRNA).
Mostra una somiglianza con altri 9 virus geneticamente e antigenicamente correlati; tutti flavivirus questi che appartengono al numeroso gruppo dei virus dell'encefalite giapponese (JEV).
Sono serbatoio del virus i suini domestici e gli uccelli selvatici soprattutto gli aironi; la trasmissione all'uomo provoca gravi sintomi. Tra i principali vettori di questa malattia vi sono le zanzare Culex e Culex tritaeniorhynchus vishnui. Questa malattia è più diffusa nel sud-est asiatico e in Asia orientale.

## Epidemiologia
L'encefalite giapponese (JE) è il più importante flavivirus neurotropo ed è probabilmente numericamente la più importante encefalite virale al mondo, con 50.000 casi e 10-15.000 morti. 
La malattia è stata riconosciuta la prima volta in Giappone nel 1870, il primo isolamento è del 1930 in un caso mortale.

## Clinica
Spesso clinicamente si manifesta con febbre mal di testa e raffreddore; talvolta però dopo una fase prodromica febbrile si ha un coma associato a convulsioni.
Altre volte si manifesta clinicamente con meningite asettica, convulsioni febbrili, o un paralisi.
Vi sono anche segni neurologici simili al Parkinson con rigidità, spasmi e segno della ruota dentata. 
La mortalità è alta con il 20-30% dei soggetti infettati, in oltre metà dei sopravvissuti si hanno sequele neurologiche permanenti.
Si sono osservati alla RMN danni al talamo e ai nuclei della base.